# Campeonato Mundial de Ginástica Rítmica de 2017
O Campeonato Mundial de Ginástica Rítmica de 2017 ocorreu entre os dias 30 de agosto e 3 de setembro na Adriatic Arena em Pésaro, na Itália.

## Países participantes
- África do Sul
- Alemanha
- Andorra
- Armênia
- Austrália
- Áustria
- Azerbaijão
- Bielorrússia
- Brasil
- Bulgária
- Cabo Verde
- Canadá
- Cazaquistão
- China
- Chipre
- Coreia do Sul
- Croácia
- Dinamarca
- Egito
- Eslováquia
- Eslovênia
- Espanha
- Estados Unidos
- Estónia
- Finlândia
- França
- Grã-Bretanha
- Geórgia
- Grécia
- Hungria
- Israel
- Itália
- Japão
- Letônia
- Lituânia
- Luxemburgo
- México
- Noruega
- Nova Zelândia
- Polónia
- Portugal
- Chéquia
- Roménia
- Rússia
- San Marino
- Sérvia
- Sri Lanka
- Suécia
- Turquia
- Ucrânia
- Uzbequistão

## Medalhistas
| Evento                      | Ouro | Ouro   | Prata                                                                                              | Prata  | Bronze                                                                                        | Bronze |
| Finais individuais          | |        | |        |                                                                                               |        |
| Individual geral detalhes   | RUS Dina Averina | 74,700 | RUS Arina Averina                                                                                  | 73,450 | ISR Linoy Ashram                                                                              | 70,025 |
| Arco detalhes               | RUS Dina Averina | 19,100 | RUS Arina Averina                                                                                  | 19,000 | JPN Kaho Minagawa                                                                             | 17,700 |
| Bola detalhes               | RUS Arina Averina                                                                                                   | 18,950 | RUS Dina Averina                                                                                   | 18,700 | BUL Neviana Vladinova                                                                         | 17,950 |
| Maças detalhes              | RUS Dina Averina | 19,000 | BLR Katsiaryna Halkina                                                                             | 18,050 | RUS Arina Averina                                                                             | 17,800 |
| Fita detalhes               | RUS Arina Averina                                                                                                   | 18,300 | RUS Dina Averina                                                                                   | 17,200 | ISR Linoy Ashram                                                                              | 16,650 |
| Grupos                      | |        | |        |                                                                                               |        |
| Geral detalhes              | RUS Rússia Anastasia Bliznyuk Maria Tolkacheva Anastasia Tatareva Evgenia Levanova Maria Kravtsova Ksenia Poliakova | 37,700 | BUL Bulgária Teodora Aleksandrova Elena Bineva Simona Dyankova Madlen Radukanova Laura Traets      | 36,950 | JPN Japão Mao Kunii Rie Matsubara Sayuri Sugimoto Ayuka Suzuki Nanami Takenaka Kiko Yokota    | 36,650 |
| 5 arcos detalhes            | ITA Itália Martina Centofanti Agnese Duranti Alessia Maurelli Maria Santandrea Beatrice Tornatore                   | 18,900 | RUS Rússia Anastasia Bliznyuk Maria Tolkacheva Anastasia Tatareva Maria Kravtsova Ksenia Poliakova | 18,700 | JPN Japão Mao Kunii Rie Matsubara Sayuri Sugimoto Ayuka Suzuki Nanami Takenaka                | 18,600 |
| 3 bolas + 2 cordas detalhes | RUS Rússia Anastasia Bliznyuk Maria Tolkacheva Anastasia Tatareva Maria Kravtsova Ksenia Poliakova                  | 18,900 | JPN Japão Mao Kunii Rie Matsubara Sayuri Sugimoto Ayuka Suzuki Nanami Takenaka                     | 18,650 | BUL Bulgária Teodora Aleksandrova Elena Bineva Simona Dyankova Madlen Radukanova Laura Traets | 18,600 |

## Quadro de medalhas
| Ordem | País         | Medalha de ouro | Medalha de prata | Medalha de bronze |    |
| ----- | ------------ | --------------- | ---------------- | ----------------- | -- |
| 1     | Rússia       | 7               | 5                | 1                 | 13 |
| 2     | Itália       | 1               |                  |                   | 1  |
| 3     | Japão        |                 | 1                | 3                 | 4  |
| 4     | Bulgária     |                 | 1                | 2                 | 3  |
| 5     | Bielorrússia |                 | 1                |                   | 1  |
| 6     | Israel       |                 |                  | 2                 | 2  |
| TOTAL | TOTAL        | 8               | 8                | 8                 | 24 |

     País sede destacado.